# گوزن فریادکش فی
آهوی فریادکش فی (نام علمی: Muntiacus feae) نام یک گونه از سرده آهوی فریادکش است.